# Ван Гент, Виллем-Йозеф
Барон Виллем-Йозеф ван Гент (нидерл. Willem Joseph van Ghent; 16 мая 1626 — 7 июня 1672) — лейтенант-адмирал голландского флота. На службе голландского флота состоял с 1648 года. В 1666 году участвовал в рейде голландского флота в устье реки Темзы. В 1672 году погиб в ходе Сражении при Солебее. Барон ван Гент был первым командиром специального корпуса «zeesoldaten», которые стали предшественниками корпуса морской пехоты, который до сих пор является частью Королевских военно-морских сил Нидерландов.

## Биография

### Происхождение
Принадлежал к столбовому дворянству Гельдерланда. Несколько членов его семьи занимали важные военные и дипломатические посты в Республике Соединённых провинций. Виллем-Йозеф родился 16 мая 1626 году в Винссене. Около 1645 году он поступил на службу в армию и к 1648 году дослужился до звания — капитан пехоты. С 6 марта 1663 барон ван Гент получил звание — майор. В 1664 году его назначили подполковник-губернатором (нидерл. Luitenant-kolonel) Хеллевутслёйса, который в те времена был ключевым морским портом Маасского (Роттердамского) адмиралтейства и благодаря своему стратегическому расположению являлся главной базой военного флота Республики Соединённых провинций. С 1665 года он работал в качестве дипломата, уполномоченного вести переговоры с датскими властями от имени торговых судов, которые возвращались из Ост-Индии. Это назначение стало возможным благодаря тому, что барон ван Гент владел французским, немецким и английским языками.

### Военная служба
В 1666 году, во время Четырёхдневного сражения в рамках второй англо-голландской войны барон ван Гент был назначен командующим флагманским кораблем «Гелдерланд» (нидерл. Gelderland — 64 пушки). Последний, во время атаки англичан, оказался перед угрозой захвата со стороны противника и лишь вмешательство Яна ван Бракеля (капитана брандера, который пошел в атаку на флагманский корабль англичан) — помешало реализации этого плана.
В 1672 году барон ван Гент участвовал в Сражении при Солебее. На своем корабле «Долфейн» (нидерл. Dolfijn — 82 пушки) он выступил в роли командующего арьергардом (эскадрой тыла) в составе 24 кораблей. В отличие от вице-адмирала де Рюйтера, что представлял адмиралтейство Мааса и вице-адмирала Адриана Банкерта (адмиралтейство Зеландии), Виллем-Йозеф состоял на службе адмиралтейства Амстердама. Барон ван Гент был убит в ходе этого сражения выстрелом шрапнели со стороны противника.
Тело лейтенант-адмирала было похоронено в Домском соборе святого Мартина в Утрехте.

## Корабли, которыми командовал ван Гент
1. Gelderland, 64 пушки, 1665—1666 г.[6]
2. Hollandia, 80 пушек, 9/1666. Крейсерство в Северном море.